# Kvæfjord
Der Kvæfjord ist ein Fjord im Norden der Vesterålen-Insel Hinnøya, westlich von Harstad im Fylke (Provinz) Troms in Nordnorwegen.

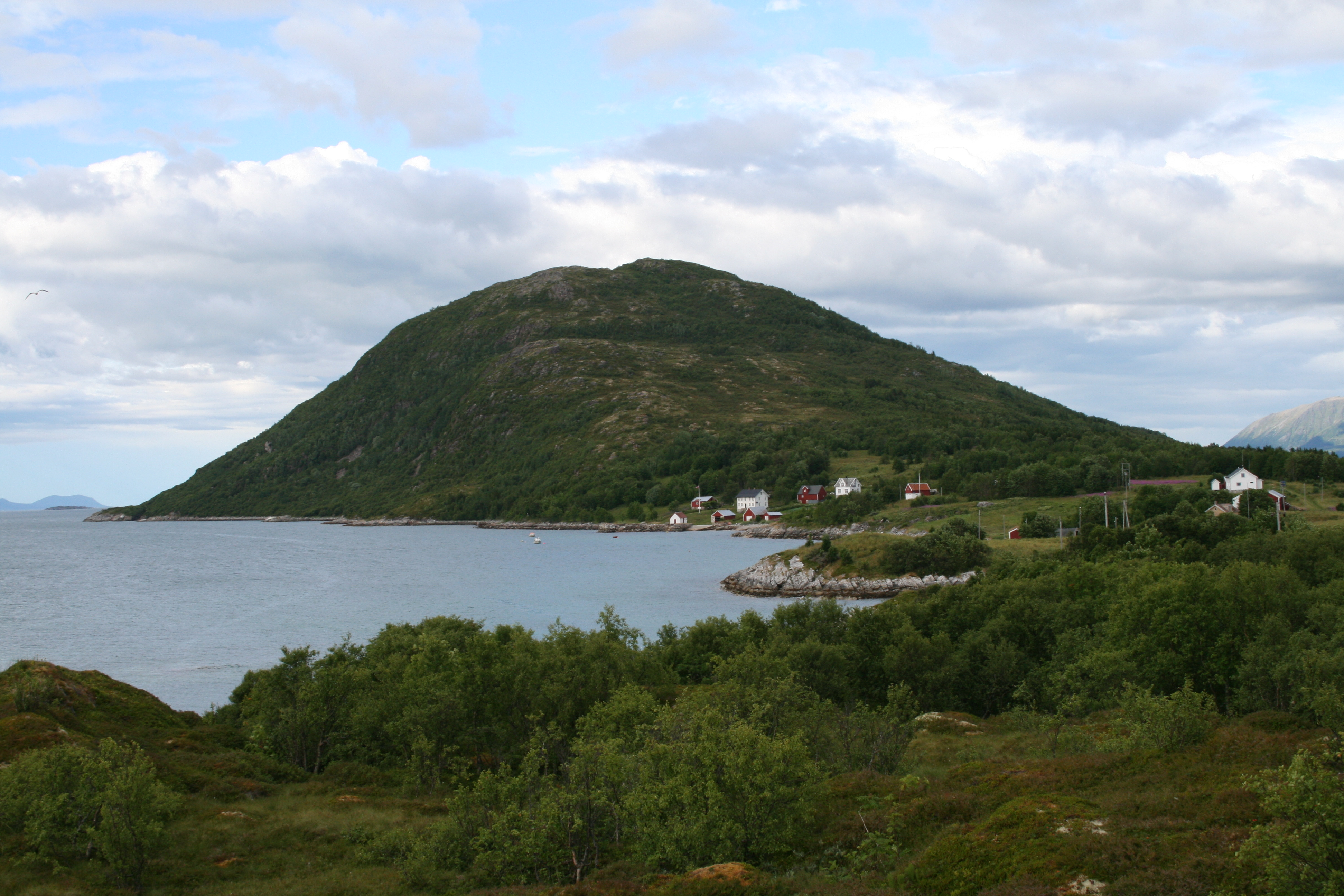
Die Insel Gapøya am Eingang zum Kvæfjord

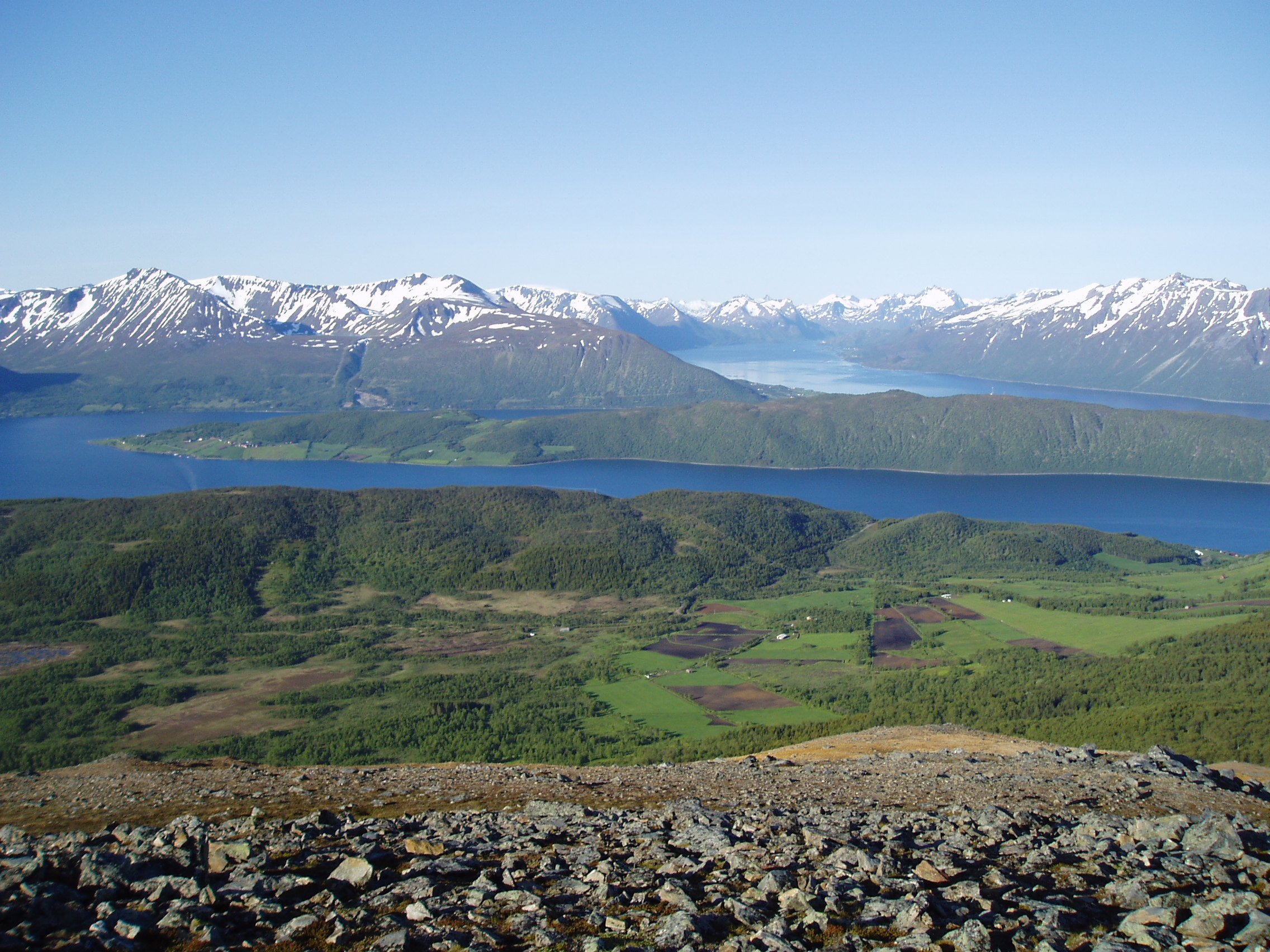
Blick vom Raudmoldheia auf den Kvæfjord, die Insel Kvæøya und den Gullesfjord

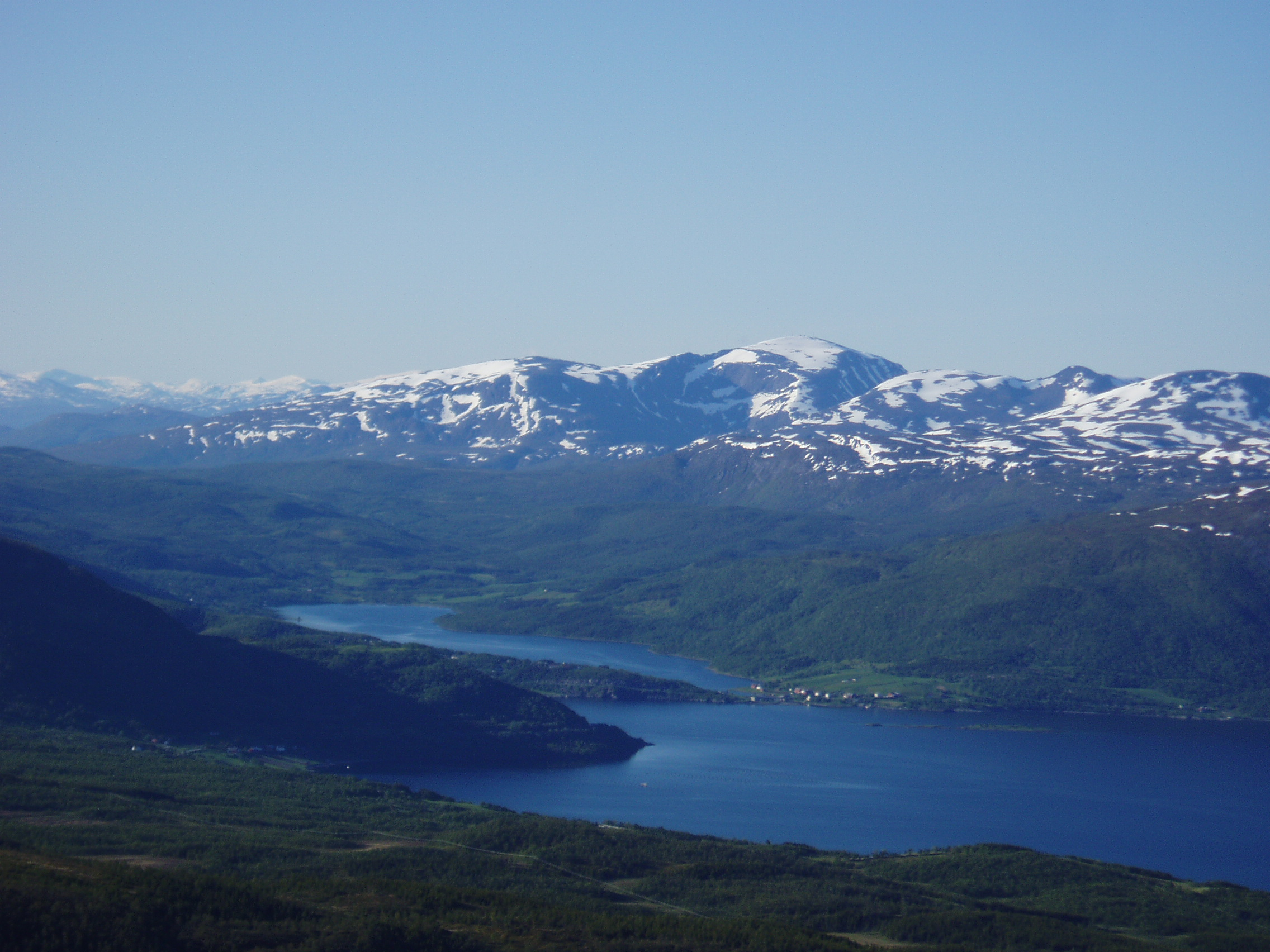
Südende des Kvæfjords mit Straumen und dem Straumsbotn; Blick vom Raudmoldheia

Der Fjord, ein südlicher Seitenarm der zwischen den beiden Inseln Andøya und Senja verlaufenden Meerespassage Andfjord, liegt in der nach ihm benannten Kommune Kvæfjord. Er ist etwa 17 km lang und beginnt, im engeren Sinne, zwischen Bremnes im Osten und der Insel Gapøya im Westen, in deren Westen bzw. Südwesten der Godfjord nach Süden abzweigt. 
Der Kvæfjord verläuft zunächst in südwestlicher Richtung, wendet sich dann aber zwischen Røyknes und Elde nach Südosten. In diesem südlichen Abschnitt des Fjords liegt die rund 7 km lange Insel Kvæøya, zu der von Borkenes, dem Hauptort der Kommune Kvæfjord, am östlichen Ufer des hier Bygdesund genannten Fjords eine Fährverbindung besteht. Westlich von Kvæøya beginnt der Gullesfjord, der weit nach Süden ins Innere der Insel reicht und sie mit dem von Südwesten kommenden Øksfjord nahezu in zwei Teile zerschneidet.
Der Kvæfjord endet im Süden bei dem kleinen Dorf Straumen. Dort überquert die von Harstad im Nordosten kommende Provinzstraße 83 (Fv83) einen schmalen und schnellströmenden, ca. 300 m langen Durchlass von dem brackischen, von einer Vielzahl von Bergbächen gespeisten, etwa 4 km langen und bis zu 1 km breiten Straumsbotn, der sich nach Südosten anschließt. 
Die Provinzstraße 1 (Fv1) verläuft entlang des gesamten Nordostufers des Fjords und endet in Borkenes, wo sie in die Fv849 übergeht. Diese wiederum endet etwa 3 km südlich von Borkenes mit ihrer Einmündung in die Fv83, die dann nach Straumen und weiter am Süd- und Südwestufer des Kvæfjords und schließlich am Ostufer des Gullesfjords verläuft. 